# South Deerfield (Massachusetts)
South Deerfield é um local censo-designado (CDP) em Deerfield, Condado de Franklin, Massachusetts, Estados Unidos. É a casa da conhecida Yankee Candle Company. No censo de 2010, a população de South Deerfield era de 1.880 pessoas.
South Deerfield faz parte da Área Estatística Metropolitana de Springfield, Massachusetts.

## Geografia
South Deerfield encontra-se localizado nas coordenadas 42° 28′ 53″ N, 72° 35′ 23″ O. Segundo a Departamento do Censo dos Estados Unidos, South Deerfield tem uma superfície total de 8.45 km², da qual 8.16 km² correspondem a terra firme e (3.34%) 0.28 km² é água.

## Demografia
Segundo o censo de 2010, tinha 1.880 pessoas residindo em South Deerfield. A densidade populacional era de 222,59 hab./km². Dos 1.880 habitantes, South Deerfield estava composto pelo 94.79% brancos, o 0.69% eram afroamericanos, o 0.11% eram amerindios, o 2.18% eram asiáticos, o 0% eram insulares do Pacífico, o 0.85% eram de outras raças e o 1.38% pertenciam a duas ou mais raças. Do total da população o 3.24% eram hispanos ou latinos de qualquer raça.